# Зингвиц

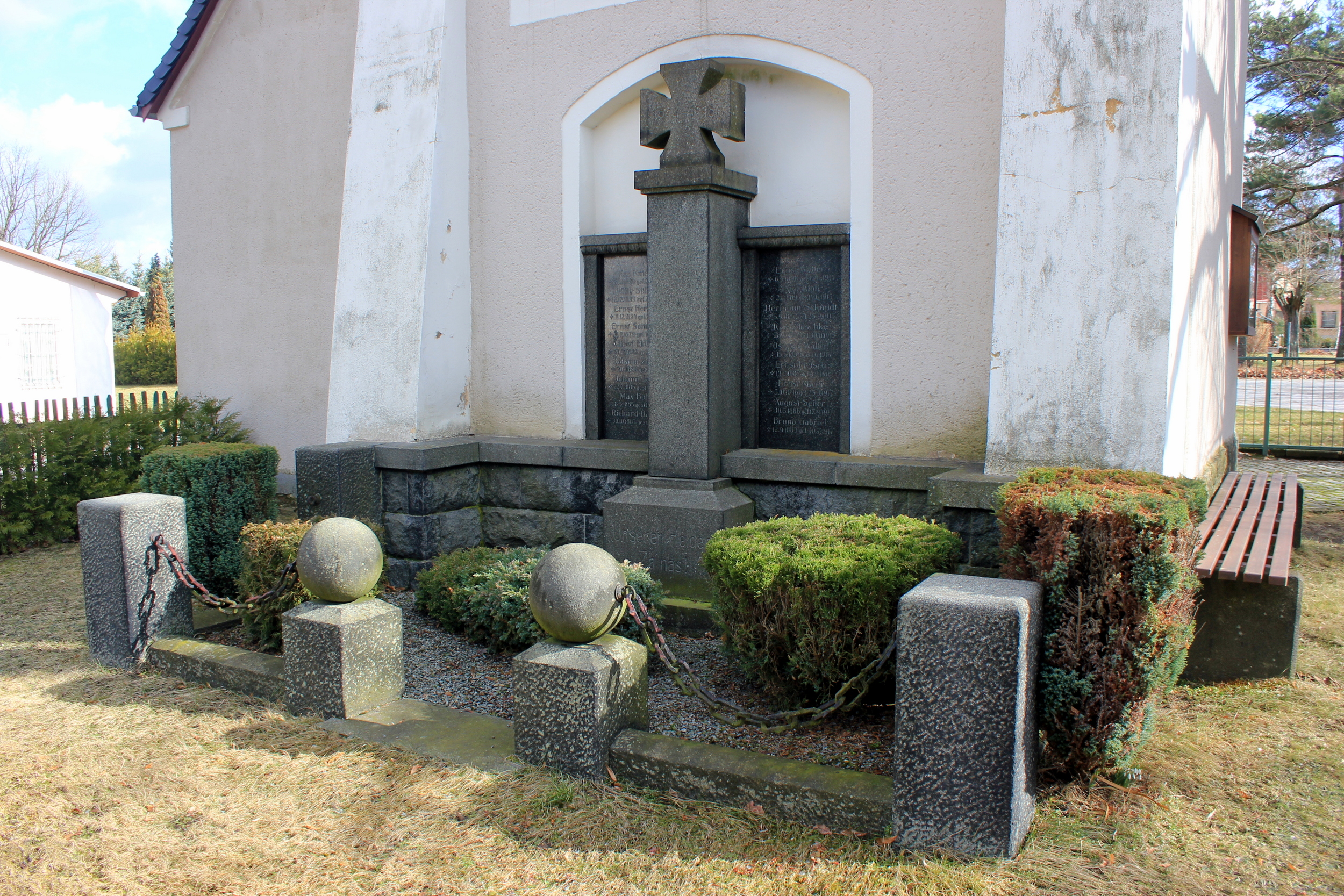
Памятник воинам, погибшим в Первой мировой войне

Зи́нгвиц или Дже́жникецы (нем. Singwitz; в.-луж. Dźěžnikecyо файле) — деревня в Верхней Лужице, Германия. Входит в состав коммуны Обергуриг района Баутцен в земле Саксония. Подчиняется административному округу Дрезден.

## География
Находится на правом берегу реки Шпрее примерно в шести километрах на юго-запад от Баутцена. На юге непосредственно граничит с административным центром коммуны деревней Обергуриг. Через деревню проходит автомобильная дорога К 7240, которая соединяет её с автомобильной дорогой S114.
Соседние населённые пункты: на северо-востоке — деревня Бобольцы (входит в городские границы Баутцена), на юго -административный центр коммуны деревня Обергуриг, на юго-западе — деревня Чорне-Нослицы и на северо-западе — деревни Слонкецы и Добруша коммуны Добершау-Гаусиг.

## История
Впервые упоминается в 1221 году под наименованием Cunimanus de Synkewicz.
С 1950 года входит в современную коммуну Обергуриг.
В настоящее время деревня входит в состав культурно-территориальной автономии «Лужицкая поселенческая область», на территории которой действуют законодательные акты земель Саксонии и Бранденбурга, содействующие сохранению лужицких языков и культуры лужичан.
Исторические немецкие наименования
- Cunimanus de Synkewicz, 1221
- Sinkiwicz, 1305
- Zynkwicz, 1407
- Singkwitz, 1506
- Singwitz, 1590
- Singwicz, 1622
- Sinckwitz, 1791
- Sinkwitz, 1824

1875: Singwitz (Sinkwitz), 1875

## Население
Официальным языком в населённом пункте, помимо немецкого, является также верхнелужицкий язык.
Согласно статистическому сочинению «Dodawki k statisticy a etnografiji łužickich Serbow» Арношта Муки в 1884 году в деревне проживало 221 человека (из них — 194 серболужичанина (88 %)).
| 1834 | 1871 | 1890 | 1910 | 1925 | 1939 | 1946 |
| ---- | ---- | ---- | ---- | ---- | ---- | ---- |
| 156  | 169  | 269  | 416  | 562  | 671  | 761  |

## Известные жители и уроженцы
- Миклауш Заренк (1865—1916) — серболужицкий писатель и поэт.